# Arhopala myrzalina
Arhopala myrzalina är en fjärilsart som beskrevs av Corbet 1941. Arhopala myrzalina ingår i släktet Arhopala och familjen juvelvingar. Inga underarter finns listade i Catalogue of Life.